# You Give Me Something (James Morrison)
You Give Me Something è il primo singolo del cantautore inglese James Morrison, pubblicato il 16 luglio 2006. La canzone è inclusa nell'album di debutto di Morrison Undiscovered, che verrà pubblicato il 31 luglio dello stesso anno. La canzone è stata nominata per un BRIT Award nel 2007 nella categoria miglior singolo inglese.

## Video musicale
Il video prodotto per You Give Me Something si svolge in uno studio di registrazione dove Morrison esegue il brano, accompagnandosi con la chitarra. Il resto della sua orchestra viene mostrato dietro delle tende, dal quale è possibile vederne le ombre. A guardare Morrison c'è un gruppo di donne. Nel 2007 è stata pubblicata una seconda versione del video e vede Morrison esibirsi per le strade di Chinatown, davanti ai passanti.

## Tracce
1. You Give Me Something
2. Is Anybody Home
3. Burns Like Summer Sun

## Classifiche
| Classifica (2006) | Posizione più alta |
| ----------------- | ------------------ |
| Australia         | 7                  |
| Austria           | 8                  |
| Belgio (Fiandre)  | 7                  |
| Belgio (Vallonia) | 34                 |
| Brasile           | 21                 |
| Germania          | 31                 |
| Irlanda           | 14                 |
| Italia            | 2                  |
| Norvegia          | 10                 |
| Nuova Zelanda     | 1                  |
| Paesi Bassi       | 3                  |
| Regno Unito       | 5                  |
| Svezia            | 25                 |
| Svizzera          | 4                  |